# 김양곤
김양곤(金陽坤, 1949년 ~ )은 대한민국의 수학자이다. 2004년에 P-NP 문제의 부정 P≠NP를 증명했다고 주장하였으나 그의 주장은 학계에서 받아들여지지 않았다.

## 생애
1949년 4형제 중 셋째로 태어났다. 전북대학교를 졸업하였다. 1987년 캐나다 토론토 대학교 이학박사 학위를 취득하였다. 전북대학교 순수및응용수학연구소장을 역임하였다. 현재 전북대학교 수학 통계정보과학부 교수이다.
2009년 4월 29일 실시된 국회의원 보궐선거에 전주시 덕진구 예비후보로 등록하였다.

### P-NP 문제 해결 주장
김양곤 교수를 포함하는 3명의 저자의 2004년 논문은 표수 5 초과의 모듈러 체 위의 고전적 리 대수의 모듈러 표현론을 사용하여 정의한 셈 문제를 명제 P=NP의 반례로서 제시한다. 미국 수학회 수학 리뷰는 이를 다음과 같이 부정적으로 평가한다.
그들은 (예를 들어 크라메르 법칙을 통해서) 주어진 답이 올바른지 다항 시간 내에 확인 가능하다고 주장한다. 이 예시의 핵심은 관련 연립 방정식이 데이터 말고도 확률 변수들로부터 결정되는 식들을 포함하기 때문에, 이 문제가 다항 시간 내에 풀이 가능하지 않다는 주장이다. 계산 과정은 길고 복잡하고 따라가기 힘들며, 다항 시간 내 계산 불가능성 주장은 설득력 있어 보이지 않는다.
They claim that the answer is checkable in polynomial time (e.g., by Cramer's rule). The crux of the example is the assertion that the problem is not solvable in polynomial time because the relevant system of equations contains expressions not just determined from the data but also random variables. The calculations are lengthy, complex, and difficult to follow, and the assertion of non-computability in polynomial time is not convincing to the reviewer.
— 

첸트랄블라트 마트의 평가는 다음과 같다.
저자들은 표수 {\displaystyle p>5}의 대수적으로 닫힌 체 위의 {\displaystyle B}형 단순 리 대수의 보편 포락 대수 속의 극대 아이디얼의 몫공간의 원소의 계수에 대한 일종의 셈 문제로부터 P≠NP를 증명했다고 주장한다.
The authors of the paper under review purport to prove P ≠ NP by considering a certain counting problem related to the coefficients of an element in the factor space of a maximal ideal in the universal enveloping algebra of a simple Lie algebra of type {\displaystyle B} over an algebraically closed field of characteristic {\displaystyle p>5}.
— 

한 한국 국내 수학자도 언론과의 인터뷰에서 부정적인 의견을 표하였다.
익명을 요구한 국내 수학계의 또다른 권위자는 "김 교수가 문제를 풀었다는 사실을 믿을 수 없다"고 단언했다. 그는 한마디로 "'연구 결과 뻥튀기'가 이제 수학계까지 확산됐다"고 개탄한 뒤 "공개된 프리프린트(아직 게재되지 않은 상태의 논문)를 검토했지만 저자가 문제의 내용을 제대로 이해하고 있는지조차 의심스럽다"고 말했다.— 

김양곤 교수의 P-NP 문제 해결 주장은 일부 한국 국내 언론에서 소개되었다.